# 1688
Évszázadok: 16. század – 17. század – 18. század
Évtizedek: 1630-as évek – 1640-es évek – 1650-es évek – 1660-as évek – 1670-es évek – 1680-as évek – 1690-es évek – 1700-as évek – 1710-es évek – 1720-as évek – 1730-as évek
Évek: 1683 – 1684 – 1685 – 1686 –  1687 – 1688 – 1689 – 1690 – 1691 – 1692 – 1693

## Események

### Határozott dátumú események
- január 14. – A császári haderők elfoglalják Munkács várát, amelyet Zrínyi Ilona védett hősiesen.
- január 24.– Thököly fejedelmi jelvényeit Klobusiczky Ferenc zempléni alispán Pozsonyban átadja I. Lipótnak.[1]
- május 9. – I. Apafi Mihály erdélyi fejedelem kiadja a fogarasi nyilatkozatot.[2]
- május 19. – Székesfehérvár végleg felszabadul a török uralom alól.[3]
- szeptember 6. – II. Miksa Emánuel bajor választófejedelem császári csapatai Belgrádot ostrommal elfoglalják a törököktől.

### Határozatlan dátumú események
- március – Bécsben Zrínyi Ilona fiát, II. Rákóczi Ferencet elszakítják anyjától.[1]

## Születések
- január 23. – Ulrika Eleonóra svéd királynő, († 1741)
- január 25. – Juraj Jánošík, (magyarosan Jánosik György), szlovák betyár († 1713)
- január 29. – Emanuel Swedenborg (er Emanuel Swedberg) svéd tudós, filozófus, teológus, látnok és keresztény misztikus († 1772)
- február 4. – Pierre Carlet de Chamblain de Marivaux francia regény- és drámaíró († 1763)
- április 13. – Koháry György, jeles katona († 1716)
- május 21. – Alexander Pope, angol költő († 1744)
- augusztus 14. – I. Frigyes Vilmos, porosz király († 1740)
- november 3. – Ifjabb Buchholtz György, magyar író, költő, természettudós, iskolaigazgató († 1737)

## Halálozások
- augusztus 5. – Bornemissza Anna erdélyi fejedelemasszony (* 1630 körül)